# Минор, Лазарь Соломонович
Лазарь Соломонович Минор (1855, Вильно — 1942, Ташкент) — российский и советский невропатолог. Заслуженный деятель науки РСФСР (1927).

## Биография
Родился 17 (29) декабря 1855 года в семье московского раввина Зелика (Соломона Алексеевича) Минора. Брат социалиста-революционера О. С. Минора. Окончил 4-ю Московскую гимназию (1874) и медицинский факультет Московского университета (1879) со степенью лекаря с отличием и золотой медалью за сочинение «О связи болезненных явлений, наблюдаемых в течение периода зуборащения у детей, с самим процессом зуборащения». Начал работать в клинике нервных болезней и гистологической лаборатории у А. Я. Кожевникова и  А. И. Бабухина. Вскоре был призван на военную службу и прикомандирован к Московскому военному госпиталю, в котором работал в течение года.
В 1882 году получил степень доктора медицины за диссертацию «К вопросу о значении полосатого тела», в которой исследовал вопрос о локализации функций в головном мозгу. Сразу после защиты уехал совершенствовать образование во Францию; работал в Париже в клинике Ж. Шарко и в лаборатории Вюльпиана.
С 1884 года преподавал в качестве приват-доцента в Московском университете. Также работал консультантом в Яузской и Басманной больницах для чернорабочих. После открытия в 1896 году на Девичьем поле Алексеевской амбулатории стал заведующим её нервным отделением.
С 1910 по 1932 год был директором организованной им невропатологической клиники при Высших женских курсах; читал на курсах (в 1918—1929 гг — 2-й МГУ) лекции по нервным болезням.
Один из основателей и почётный председатель Московского общества невропатологов и психиатров (с 1927); один из организаторов Московского общества по борьбе с алкоголизмом (1927) и Всероссийского совета противоалкогольных обществ (1928). Заслуженный деятель науки РСФСР (1927).
Область научных интересов — гистология нервной системы, проблемы алкоголизма. Л. С. Минор впервые описал в 1892 году центральную гематомиелию. Им было предложен приём для отличия люмбаго от ишиаса. Он описал симптомокомплекс при ранениях шейного симпатического нерва и своеобразную форму наследственного дрожания (Эссенциальный тремор Минора)
Основные труды:
- «К вопросу о пьянстве и его лечении в специальных заведениях для пьяниц» (1887)
- «Некоторые данные из сравнительной нервной патологии русских евреев и христиан» (1895)
- «Основы лечения табетической атаксии по способу доктора Л.С.Минора» (1899)
- «Успехи нервной терапии в конце XIX века и её ближайшие задачи» (1900)
- «К патологии epiconus medullaris» (1904)
- Das erbliche Zittern, in: «Handbuch der Neurologie», t. 16 (Spezielle Neurologie 8 : Angeborene und früh erworbene heredo-degenerative Erkrankungen), Berlin : Springer 1936, S. 974-1004

### Семья
Дочь — Нина Лазаревна Минор (1886 — ок. 1944) — до 1936 года была замужем за философом Сергеем Иосифовичем Гессеном; в 1942 году вместе с сыном — поэтом Евгением Сергеевичем Гессеном (1910—1945) — депортирована в концлагерь Терезин, погибла в концлагере Малый Тростенец (сын погиб в Освенциме). Её младший сын — польский славист Дмитрий Сергеевич Гессен (1916—2001) — участник Второй мировой войны, составитель «Большого польско-русского словаря» (М.: Русский язык, 1979) и посмертного собрания литературного наследия Соломона Барта (совместно с Лазарем Флейшманом, М.: Водолей, 2008).
Сын — Виктор Лазаревич Минор (1890—?) — невропатолог, доктор медицинских наук.